# Eurydice akiyamai
Eurydice akiyamai là một loài chân đều trong họ Cirolanidae. Loài này được Nunomura miêu tả khoa học năm 1981.